# Fredric Hasselquist
Fredric Hasselquist (Törnevalla, 3 gennaio 1722 – 9 febbraio 1752) è stato un naturalista e viaggiatore svedese.
Nacque a Törnevalla, una cittadina due chilometri a est di Linghem, nell'Östergötland. A causa del rammarico più volte espresso da Carlo Linneo, suo professore all'Università di Uppsala (del quale divenne uno dei cosiddetti «apostoli»), per la mancanza di informazioni riguardanti la storia naturale della Palestina, Hasselquist decise di intraprendere un viaggio in quel Paese. Dopo aver ottenuto denaro sufficiente per coprire le spese, raggiunse Smirne verso la fine del 1749.
Visitò varie regioni di Asia Minore, Egitto, Cipro e Palestina, raccogliendo vaste collezioni di campioni naturalistici, ma la sua costituzione, gracile per natura, non riuscì a sopportare le fatiche del viaggio e Hasselquist morì vicino a Smirne sulla strada di casa.
Le sue collezioni, però, riuscirono a raggiungere intatte la patria e cinque anni dopo la morte i suoi appunti di viaggio furono pubblicati da Linneo con il titolo Iter Palæstinum, Eller Resa til Heliga Landet, Förrättad Ifrån år 1749 til 1752, successivamente tradotto in francese e tedesco nel 1762 e in inglese nel 1766 (con il titolo Voyages and Travels in the Levant, in the Years 1749, 50, 51, 52).
Nel 1750 venne nominato membro dell'Accademia Reale Svedese delle Scienze.
| Hasselq. è l'abbreviazione standard utilizzata per le piante descritte da Fredric Hasselquist. Consulta l'elenco delle piante assegnate a questo autore dall'IPNI. |